# Trent Gough
Pour les articles homonymes, voir Gough.
Trent Gough est un acteur canadien né le 6 septembre 1937 dans la Saskatchewan (Canada).

## Filmographie
- 1959 : R.C.M.P. (série TV) : Search Party Member
- 1962 : Maciste en enfer (Maciste all'inferno) : Assorted Characters (English Language dubbing)
- 1967 : Reflets dans un œil d'or (Reflections in a Golden Eye) : Soldier
- 1968 : Les Producteurs (The Producers) : Actor auditioning for Hitler
- 1969 : Macadam cow-boy (Midnight Cowboy) : Man at Lunch Counter
- 1969 : L'Arrangement (The Arrangement) : The Rocking Boy
- 1971 : A New Leaf : Victor the Butler
- 1972 : Irish Whiskey Rebellion : Bar Customer
- 1973 : Summer Wishes, Winter Dreams : Plane Passenger
- 1973 : Serpico : Cop
- 1975 : The End of the Game : Art Gallery Owner
- 1977 : Roseland : Bartender
- 1982 : Cold River : Minister